# Dołni Radkowci
Dołni Radkowci (bułg. Долни Радковци) – wieś w środkowej Bułgarii, w obwodzie Gabrowo, w gminie Trjawna. Według danych Narodowego Instytutu Statystycznego, 31 grudnia 2011 roku wieś zamieszkuje jedna osoba.